# Zafarnama
Zafarnama, (en persa: ظفرنامه‎, "Libro de la Victoria") es un poema épico escrito por el poeta persa Hamdallah Mustawfi (d. 1334). La historia épica, compilada en 75,000 pareados, explora la historia de Persia desde la conquista árabe a los mongoles.
Los eruditos han diferido ampliamente sobre el valor del Ẓafarnama como documento histórico. La obra está concebida como una continuación del Shanameh de Ferdowsi y está escrita de manera similar en la métrica baḥr-e motaqāreb. Los dos primeros manuscritos contienen la edición crítica de Mostowfi del Shanameh en los márgenes, un trabajo que tenía como objetivo restaurar unos 10.000 bayts que se cree que se han eliminado del texto de las versiones contemporáneas corruptas disponibles en ese momento. La edición de Ḥamd-Allāh no ha sido suficientemente estudiada, aunque un erudito contemporáneo ha señalado su importancia como pionero en la introducción de la noción de una edición crítica del Shanameh. Soudavar cree que la producción de este texto fue parte de un proyecto más grande para producir la base de una copia real ilustrada del Shanameh para Abu Saʿid.
El Ẓafarnama es de considerable importancia como fuente para el período mongol. Aunque para los primeros reinados se basa en gran medida en el trabajo de Rašid-al-Din, esto es menos evidente que en el Tāriḵ. También comparte características con otra crónica en verso contemporánea, Šāh-nāma-ye Čengizi de Šams-al-Din Kāšāni. Ambas obras afirman que la invasión de Persia por parte de Hülegü tuvo lugar, al menos en parte, en respuesta a las súplicas de los comerciantes musulmanes que deseaban seguridad y el imperio de la ley, y ambos comparten un tono didáctico pronunciado. La sugerencia de Blochet de que la versificación de Mostawfi de la crónica de Rašid-al-Din era en cierto sentido un rival clandestino de la versión oficial de Kāšāni es bastante improbable.